# Zeche Vereinigte Schierbank
Die Zeche Vereinigte Schierbank in Welper, Stadt Hattingen, ist ein ehemaliges Steinkohlenbergwerk. Das Bergwerk ist aus einer Konsolidation entstanden und war auch unter dem Namen Zeche Schürbank bekannt.

## Bergwerksgeschichte
Im Jahr 1803 konsolidierte die Zeche Schierbank mit den Mutungen Johannes und Sophia. Die Mutung Johannes war ein Feld, das früher der stillgelegten Zeche Pannhütte gehörte. Am 20. Februar des Jahres 1813 wurde das Längenfeld Vereinigte Schierbank verliehen. Im Juni 1813 wurde der Schierbänker Stollen wieder in Betrieb genommen. Der Stollen wurde zunächst gesäubert, ab Oktober desselben Jahres wurde mit dem Abbau begonnen. Ab diesem Zeitpunkt war das Bergwerk für mehrere Jahre in Betrieb. Im Jahr 1820 wurde im Bereich der Schächte Louise und Victoria abgebaut. Im Jahr 1825 war der Schacht Wilhelm in Förderung. Im Jahr 1830 war der Schacht Alexander in Betrieb. Im Jahr 1835 waren die Schächte August und Hoffnung in Betrieb. Im Jahr 1840 waren der Schacht Johann und der Stollenschacht 2 in Betrieb. In den Jahren 1845 bis 1847 war der Schacht Heinrich in Betrieb. Im April des Jahres 1849 wurde die Zeche Vereinigte Schierbank stillgelegt.

## Förderung und Belegschaft
Die ersten Förderzahlen stammen aus dem Jahr 1830, in diesem Jahr wurden 692 Tonnen Steinkohle gefördert. Im Jahr 1835 wurde eine Förderung von 1953 Tonnen Steinkohle erbracht. Im Jahr 1840 wurden 5468 ⅝ preußische Tonnen Steinkohle gefördert. Im Jahr 1838 waren zehn Bergleute auf dem Bergwerk beschäftigt, in diesem Jahr wurde eine Förderung von 1481 Tonnen Steinkohle erbracht. Dies sind auch die letzten bekannten Förderzahlen des Bergwerks.